# Friedrich Setz
Friedrich Setz (ur. 20 sierpnia 1837 w Sybinie, zm. 26 lutego 1907 w Wiedniu) – austriacki architekt i urzędnik, projektant budynków pocztowych w czasach monarchii austro-węgierskiej.
Urodził się jako Samuel Setz (imię zmienił w 1858) w siedmiogrodzkim Sybinie w rodzinie protestantów. Jego ojciec był budowniczym tamtejszego kościoła parafialnego. W 1855 wyjechał do Wiednia, gdzie studiował inżynierię w Instytucie Politechnicznym. Po jego ukończeniu w 1859 kontynuował przez rok naukę na Politechnice w Monachium, w 1860 powrócił do Wiednia gdzie ukończył dwuletnie studia scenograficzne na Akademii Sztuk Pięknych, pobierał lekcje rysunku architektonicznego pod kierunkiem Heinricha von Ferstela. Od 1863 do 1872 prowadził prywatną praktykę architektoniczną, a następnie rozpoczął pracę w urzędzie budownictwa Węgierskiej Kolei Wschodniej w Peszcie. Po roku został przeniesiony do Wiednia, gdzie pracował w Inspektoracie Generalnym Państwowych Kolei Cesarstwa Austriackiego, od 1876 był naczelnikiem wydziału budownictwa, a od 1880 do 1885 głównym inżynierem w biurze budowy szlaków kolejowych. W 1883 równolegle rozpoczął pracę w państwowym biurze projektującym i nadzorującym budowę budynków pocztowych, telegraficznych i sądów. W 1889 otrzymał etat w Ministerstwie Handlu Austro-Węgier, gdzie pełnił funkcję naczelnika biura projektów gmachów pocztowych. Kierował budową 26 budynków pocztowych w Przedlitawii oraz Bolzano, Bregencji, Czerniowcach, Jablonecu nad Nysą, Graz, Karlowych Warach, Krakowie, Lwowie (projekt zmodyfikował Sylwestr Hawryszkewycz), Lublanie, Ołomuńcu, Trydencie, Trieście, Opawie. Prawdopodobnie jest również autorem budynku poczty głównej w Bielsku-Białej (identycznego jak ten w Lublanie). Był odpowiedzialny za akceptację projektu, planowanie, realizację i rozliczenie finansowe budowy budynków. W 1892 otrzymał tytuł „baurata” (inżyniera-eksperta), w 1901 był odpowiedzialny za renowację i rozbudowę gmachu poczty głównej w Pradze. W 1902 otrzymał tytuł radcy dworu (hofrata). W 1905 przeszedł w stan spoczynku, zmarł dwa lata później.